# Ніколаєвське сільське поселення (Ядринський район)
Нікола́євське сільське поселення (рос. Николаевское сельское поселение) — муніципальне утворення у складі Ядринського району Чувашії, Росія. Адміністративний центр — село Ніколаєвське.

## Склад
До складу поселення входять такі населені пункти:
| Населений пункт      | Населення, осіб (2010) |
| -------------------- | ---------------------- |
| Бархаткіно, присілок | 179                    |
| Бобилькаси, присілок | 203                    |
| Нижні Яуші, присілок | 99                     |
| Ніколаєвське, село   | 424                    |
| Салугіно, присілок   | 124                    |
| Хірле-Сіри, присілок | 178                    |
| Якимкіно, присілок   | 117                    |